# Devlet I Giray
Devlet I Giray, född 1512, död 1577, var Krimkhanatets khan mellan 1551 och 1577. 